# Truie (poêle à bois)
Pour les articles homonymes, voir truie.
 (mars 2021).
Si vous disposez d'ouvrages ou d'articles de référence ou si vous connaissez des sites web de qualité traitant du thème abordé ici, merci de compléter l'article en donnant les références utiles à sa vérifiabilité et en les liant à la section « Notes et références ».
Une truie, au Québec et au Canada francophone, est un poêle à bois rudimentaire, fabriqué à partir d'un bidon de métal monté sur pieds, découpé à une extrémité pour pouvoir être chargé de bois, et au-dessus pour pouvoir y adjoindre un tuyau d'évacuation de la fumée. Le terme est aussi utilisé pour nommer un petit foyer en fonte utilisé pour chauffer un bâtiment de petite taille.

## Historique
Ce dispositif était fréquemment utilisé dans les campements de bûcherons ou autres habitations temporaires hivernales. Son nom découle de sa forme rappelant la rondeur d'une truie, femelle du porc[réf. nécessaire].
Selon Le Larousse, le mot « truie » vient « du bas latin troja, abréviation de porcus Trojanus, porc troyen, c'est-à-dire «farci », par allusion au cheval de Troie rempli de soldats grecs »). Ce qui pourrait être une autre explication à l'origine de « truie » comme contenant, remplie de bois pour chauffer[réf. nécessaire].